# Председништво Министарског савета
Председништво Министарског савета је било посебно надлештво врховне државне управе у Краљевини Југославији.

## Уређење
Према Закону о уређењу врховне државне управе (1929) врховна државна управа је била подељена на 12 министарстава и Председништво Министарског савета. Надлежност му је била: отправљање послова по питањима Канцеларије Краљевог двора, Канцеларије краљевих ордена, Државног савета и Главне контроле, општа државна обавештајна служба и општа статистика. Председништво се делило на одељења, а одељења на одсеке или реферате.
Према Уредби о подели на одељења Председништва Министарског савета и министарстава (1929) Председништво Министарског савета као надлештво су сачињавали: Канцеларија Председништва, Централни пресбиро и Општа државна статистика. У надлежност Канцеларије спадало је: општа администрација Председништва, персонални послови Председништва, Државног савета, Главне контроле, Канцеларије Краљевог двора и Канцеларије краљевих ордена, отправљање послова око доношења закона, Врховни законодавни савет, архива и рачунски послови. Централни пресбиро је вршио општу државну обавештајну службу. Општа државна статистика је прикупљала, сређивала, утврђивала и обзнањивала опште статистичке податке, и, у циљу прикупљања и искоришћавања ових података, одржавала везе са појединим министарствима. Постојао је и „Кабинет председников“ који се налазио у саставу Канцеларије Председништва, као и Одсек за рачуноводство.

### Канцеларија
Према Закону о уређењу Председништва Министарског савета (1929) Председништво Министарског савета се делило на три одељења: Опште одељење, Централни пресбиро и Општу државну статистику. Ова три одељења су чинила Канцеларију Председништва. На њеном челу је стајао шеф Канцеларије који је био непосредни референт председнику Министарског савета. Шеф Канцеларије је водио све послове Председништва и старао се о координацији рада свих министарстава. Председник Министарског савета је могао овластити шефа Канцеларије да уместо њега потписује сва акта изузев оних за која је законом тражен потпис председника Министарског савета. Шеф Канцеларије, као државни чиновник, имао је ранг, плату и остале принадлежности председника Државног савета.
Опште одељење се делило на три одсека: Административни одсек, Законодавни одсек и Одсек рачуноводства. Све послове Општег одељења је водио начелник, а послове појединих одсека њихови шефови. У састав Општег одељења је улазио и Кабинет председника Министарског савета. Послове Кабинета је водио шеф Кабинета уз потребан број особља, а по непосредним наређењима председника Министарског савета.
Централни пресбиро се делио на три одсека: Административни, Информативни и Публицистички. Све послове Централног пресбироа је водио шеф, а послове појединих одсека њихови шефови.
Општа државна статистика се делила на четири одсека: Административни одсек, Одсек за статистику становништва и јавне хигијене, Одсек за статистику привреде, индустрије, заната и цена и Одсек за статистику наставе, правосуђа, администрације, финансија, војске и морнарице. Овом одељењу су били подређени статистички уреди у Загребу и Сарајеву. Све послове Опште државне статистике је водио начелник, а послове појединих одсека њихови шефови.

### Врховни инспекторат
При Председништву Министарског савета постојао је Врховни инспекторат који је у име председника Министарског савета, и по његовим непосредним упутствима, вршио врховну инспекцију над свим гранама целокупне државне управе. Инспектори су примали и испитивали све представке, молбе и жалбе упућене од народа, или непосредно или преко ресорних министарстава и месних власти. По свим овим питањима најстарији врховни инспектор је реферисао председнику Министарског савета, примао упутства и доносио потребне одлуке и водио све послове Врховног инспектората. Закон је прописивао највише три врховна инспектора. Морали су имати факултетску спрему или стручну школу.

## Министар при Председништву
Према Закону о изменама и допунама Закона о уређењу Председништва Министарског савета (1931) краљевим указом је могао бити именован министар при Председништву Министарског савета. Он је за председника Министарског савета водио све послове из делокруга Председништва осим оних које је председник задржавао за себе, као и све остале послове које би му доделио председник Министарског савета.
Министар при Председништву је потписивао уместо председника Министарског савета сва акта осим законских предлога и указа и оних аката које је председник задржавао за свој потпис. Био је стални председавајући члан свих одбора (комитета) Министарског савета.